# Équation de Monod
L'équation de Monod est un modèle mathématique utilisé pour la croissance des micro-organismes (levure, bactéries...). Cette équation a été proposée par Jacques Monod sous cette forme pour modéliser la croissance de biomasse microbienne en milieu aqueux, selon la concentration en nutriments facteur limitant. L'équation de Monod ressemble aux équations de Michaelis-Menten, mais en diffère par son approche empirique (c.-à-d., méthode expérimentale, induction) tandis que ces dernières sont basées sur des considérations théoriques.
L'équation de Monod est couramment utilisée dans l'ingénierie de l'épuration des eaux, notamment le calcul de croissance des boues activées dans le traitement des eaux usées.

## Équation

Vitesse de croissance des micro-organismes considérés en fonction de la concentration en substrat S limitant cette croissance.

L'équation de Monod décrit la vitesse de croissance μ de micro-organismes donnés en fonction de la concentration en substrat [S] limitant cette croissance de la façon suivante :
{\displaystyle \mu =\mu _{max}{\frac {[S]}{K_{S}+[S]}}}
où :
- μ  est la vitesse de croissance des micro-organismes considérés;
- μmax est la vitesse de croissance maximale de ces micro-organismes;
- [S] est la concentration du substrat S limitant la croissance des micro-organismes considérés (carence, pénurie, en substrat limitant, p. ex. le phosphate indispensable à la synthèse de l'ATP);
- Ks  est la constante de demi-vitesse c'est-à-dire la valeur de [S] quand  μ/μmax vaut 0,5.

Les coefficients μmax et Ks sont de nature empirique (expérimentale): leurs valeurs sont spécifiques et conditionnelles. En effet, ces valeurs diffèrent selon les espèces de micro-organismes considérés et dépendent également des conditions expérimentales ou ambiantes comme p. ex. de la température, du pH de la solution, des conditions redox du milieu (aérobie, anaérobie) et de la composition du milieu nutritif utilisé pour la mise en culture des micro-organismes.